# Liolaemus kriegi
Liolaemus kriegi är en ödleart som beskrevs av  Müller och HELLMICH 1939. Liolaemus kriegi ingår i släktet Liolaemus och familjen Tropiduridae. Inga underarter finns listade i Catalogue of Life.